# Curt Backeberg

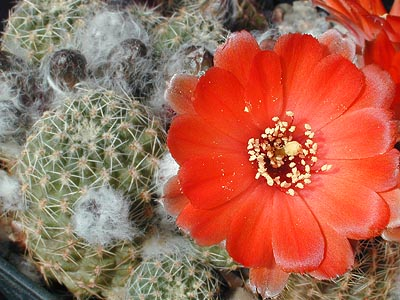
Rebutia aureiflora Backeberg, 1932

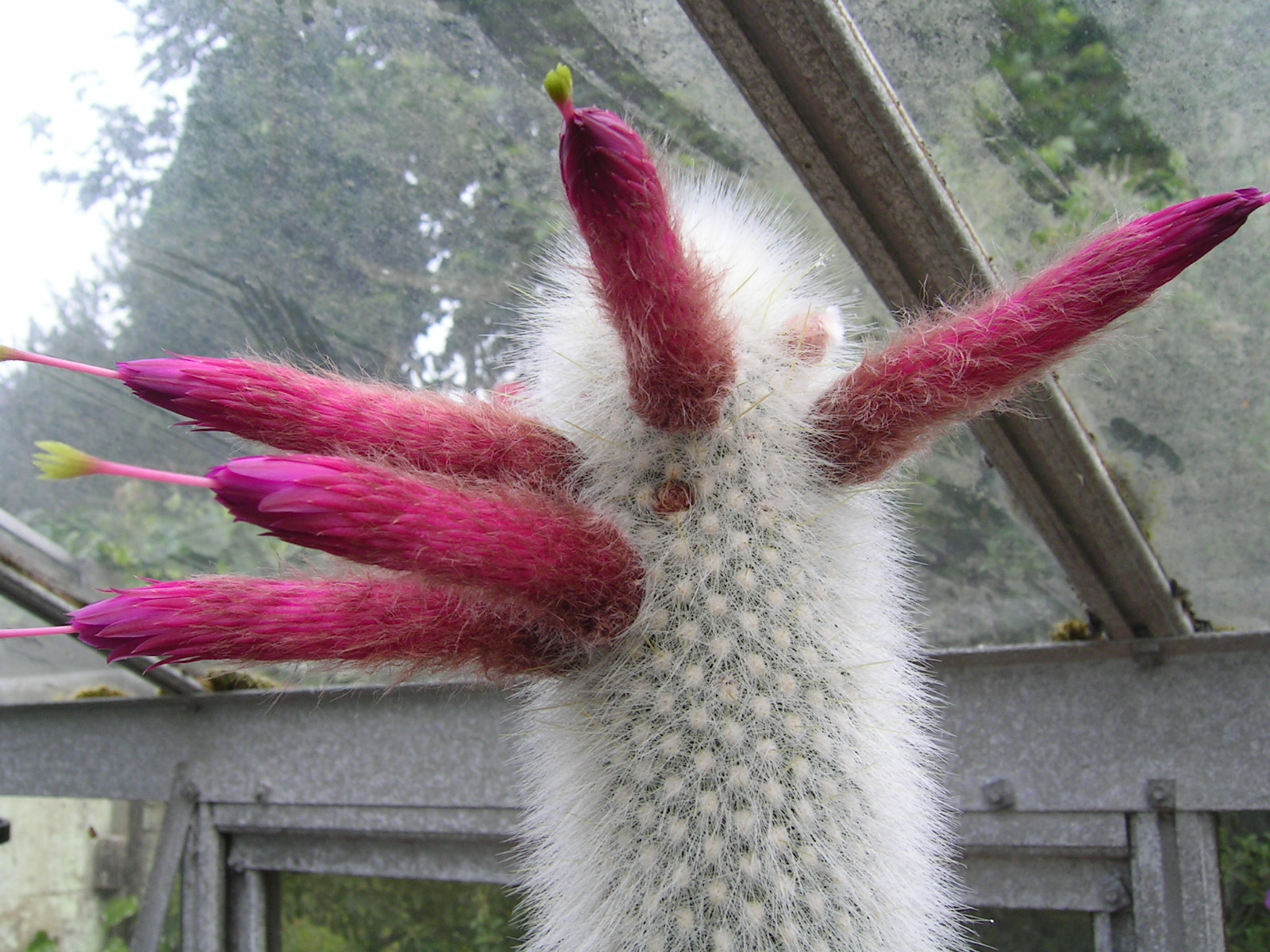
Virágzó Cleistocactus strausii (Heese) Backeb

Curt Backeberg (Lüneburg, 1894. augusztus 2. – Hamburg, 1966. január 14.) német botanikus és taxonómus, aki főleg közép- és dél-amerikai kaktuszok gyűjtőjeként és rendszerezőjeként vívott ki magának tudományos hírnevet. Több kaktuszfaj első leírója. Botanikai szakmunkákban nevének rövidítése: „Backeb”.
Rendszertani munkáiban a kaktuszok osztályozásának Karl Schumann által kidolgozott rendszerét vette alapul és fejlesztette tovább. Rendszerének előnye, hogy könnyen áttekinthető, pontosan leírja a taxonok morfológiáját feltünteti azok származási vonalát. Hiánya, hogy nem ismerteti pontosan a taxonok elterjedését, sokszor nem írja le a magvakat, sőt, néha a virágot sem.

## Fontosabb művei
- F. M. Knuth társszerzővel (1935): Kaktus-ABC (Gyldendal Kiadó, København), 432 p.;
- Die Cactaceae (1958–1966): 6 kötet (4 000 oldal);
- Das Kakteenlexikon (1965) – a Die Cactaceae rövidített kiadása.
- Wunderwelt Kakteen (?) – népszerűsítő mű.